# Akçabelen
Akçabelen ist eine Ortschaft in der Türkei, welche zur Provinz Konya gehört. Die Ortschaft hat ungefähr 4000 Einwohner und hieß zunächst Çepni und später Çetmi. Den heutigen Namen erhielt die Ortschaft 1973. Die rechtsextreme MHP stellt zurzeit den Bürgermeister. Akçabelen hat den Status einer Belediye und gehört seit 1964 zum Landkreis Beyşehir.
Im Jahr 2010 wurde vom Bürgermeister die Fußballmannschaft „Akcabelenspor“ neu gegründet. Zur Gründung wurde ein Hallenstadion gebaut.